# Wettiner Gymnasium
Das Wettiner Gymnasium in Dresden wurde 1879 zur Entlastung der Kreuzschule als zweites städtisches Gymnasium gegründet. Zunächst war es im Gebäude des alten Waisenhauses am Georgplatz untergebracht. 1884 erfolgte der Bezug des auf dem Gelände des 1823 aufgelösten Pest- und Armenfriedhofs errichteten Schulneubaus, der von dem Architekten Theodor Friedrich (1829–1891) entworfen und begleitet worden war. Am 7. Oktober 1944 zwischen 12 und 13 Uhr wurde der linke Gebäudeflügel durch den ersten Bombenangriff auf Dresden schwer beschädigt. Danach zogen die Schüler in das Vitzthumsche Gymnasium um. Dieser zerstörte Flügel wurde 1974 wieder aufgebaut.
Bis 1961 nutzte die Kreuzschule das Gebäude am Wettiner Platz 13, anschließend war dort bis 1981 die 9. Polytechnische Oberschule (auch Fritz-Heckert-Oberschule) untergebracht. Nach Restaurierung und Umbau befindet sich jetzt dort die Hochschule für Musik Carl Maria von Weber Dresden.

## Bekannte Lehrer
- Otto Meltzer (1846–1909), Historiker, Rektor 1880–1909
- Franz Poland (1857–1945), Klassischer Philologe, Lehrer 1884–1910, Rektor 1910–1923
- Johannes Wilhelm Kunze (1865–1927), evangelischer Theologe, 1889–1892
- Woldemar Lippert (1861–1937), deutscher Archivar, 1887–1891
- Kurt Schumann (1885–1970), sächsischer Heimatforscher und Reformpädagoge, 1918–1921
- Ernst Boehm (1877–1945), Historiker, Direktor 1923–1928

## Bekannte Schüler
- Paul Rieger (1870–1939), Rabbiner (zuletzt in Stuttgart) und Historiker
- Erich Uhmann (1881–1968), Entomologe
- Paul Aron (1886–1955), Komponist, Pianist und Konzertveranstalter
- Willibald Wiercinski-Keiser (1888–1944), Senator der Freien Stadt Danzig
- Walter Gierisch (1890–1941), Forstwissenschaftler und Hochschullehrer
- Otto Basler (1892–1975), Germanist, Volkskundler und Bibliothekar
- Carl Raswan (1893–1966), Buchautor und Verfasser von Fachbeiträgen zur Pferdezucht
- Paul Richter (1894–1942), evangelischer Pfarrer und christlicher Märtyrer
- Otto Josef Schlein (1895–1944), Arzt und Kommunist jüdischen Glaubens
- Johannes Schneider (1910–2006), mittellateinischer Philologe
- Rudolf Kaffka (1923–1985), Theologe und Politiker (SPD), MdB
- Wolfgang Ullrich (1923–1973), Zoologe, Zoodirektor in Dresden[4]